# Tandgärdsmygar
Tandgärdsmygar (Odontorchilus) är ett släkte med fåglar i familjen gärdsmygar inom ordningen tättingar med endast två arter som förekommer i Sydamerika från Colombia till södra Amazonområdet:
- Bergtandgärdsmyg (O. branickii)
- Amazontandgärdsmyg (O. cinereus)